# Морозостойкость бетона
Морозостойкость бетона - способность бетона в водонасыщенном или насыщенном раствором соли состоянии выдерживать многократные циклы "замораживание-оттаивание" без внешних признаков разрушения (трещин, сколов, шелушения ребер образцов), снижения прочности, изменения массы и других технических характеристик.
Понятие морозостойкость и методика испытаний на морозостойкость впервые были предложены профессором Н. А. Белелюбским в 1886 году.
Для бетонов, эксплуатируемых в условиях отрицательных температур наружного воздуха, морозостойкость является одним из важнейших свойств, обеспечивающих долговечность
Степень морозостойкости бетона может быть установлена путем проведения лабораторных испытаний образцов материалов. Показателем морозостойкости служит количество циклов "замораживания-оттаивания" до потери материалом образцов определенной массы или определенной степени исходной прочности.

## Физическая природа морозостойкости бетона
Бетон представляет собой пористый материал, пористость которого обусловлена в частности введением в состав бетонной смеси количества воды избыточного для гидратации минералов цемента. Если бы все поры в бетоне были заполнены водой, то при первом же цикле замораживания он должен был разрушиться, поскольку при замерзании воды из-за меньшей плотности льда в упругом скелете бетона должны возникнуть растягивающие напряжения значительно превышающие его собственную прочность. Способность реального бетона противостоять разрушению при многократном замораживании и оттаивании в водонасыщенном состоянии объясняется присутствием в его структуре резервных пор, не заполненных водой, в которые и отжимается часть воды в процессе замораживания под действием давления растущих кристаллов льда.
В процессе твердения цемента на начальном этапе формирования структуры бетона вода затворения образует в цементном тесте систему взаимосвязанных капиллярных пор, беспорядочно расположенных по всему объему бетона. По мере протекания гидратации цемента общая и капиллярная пористость цементного камня уменьшается, так как объем занимаемый продуктами гидратации цемента вместе с порами между кристаллическими новообразованиями (порами геля), примерно в 2,2 раза больше абсолютного объема негидратированного цемента.
При достижении определенной степени гидратации цемента система капиллярных пор становится условно дискретной, так как капиллярные поры оказываются разобщены цементным гелем, также имеющим поры, но существенно меньших размеров. Проницаемость бетона при этом резко уменьшается. Подобное строение порового пространства в цементном камне бетона возникает тем раньше, чем ниже начальное водоцементное отношение (В/Ц).
Одновременно в бетоне происходит образование пор, заполненных воздухом. Реакция взаимодействия цемента с водой сопровождается химической контракцией, так как абсолютный объем, занимаемый новообразованиями, меньше абсолютных объемов, занимаемых цементом и водой, при этом объем цементного камня должен уменьшиться. Однако после формирования в цементном камне жесткого кристаллического каркаса усадочные деформации, обусловленные химической контракцией, не могут проявиться и в цементном камне возникают мельчайшие контракционные поры. В эти поры немедленно поступает вода из более крупных пор и капилляров, и последние частично обезвоживаются. Воздушные поры, образованные химической контракцией, становятся резервными при условии, что они сообщаются с другими им подобными порами и капиллярами и внешней средой только через поры геля. Такие резервные поры не могут быть заполнены водой как при погружении бетона в воду, так и путем капиллярного подсоса.
При замораживании насыщенного водой бетона, вследствие образования и роста кристаллов льда, в оставшейся жидкой фазе будет возникать гидростатическое давление, под действием которого водный раствор может перемещаться в резервные поры, что исключает возможность возникновения и роста растягивающих напряжений в цементном камне. Разрушение бетона в насыщенном водой состоянии при многократном замораживании и оттаивании может наступить только тогда, когда все резервные поры будут наполнены водой или образовавшимся при ее замерзании льдом. Чем больше относительный объем резервных пор в единице объема бетона, тем больше циклов замораживания-оттаивания необходимо, чтобы вызвать разрушение бетона.
Замкнутая пористость неоднозначно определяет морозостойкость бетона. Это связано с неравномерностью распределения резервных пор по объему бетона, а также недостаточной прочностью цементного камня под действием гидростатического давления.

## Механизм разрушения
Механизм постепенного разрушения структуры бетона, подвергаемого попеременному замораживанию и оттаиванию в насыщенном водой состоянии, представляет собой комплексное сочетание деструктивных факторов, включая: давление льда при кристаллизации свободной воды; гидродинамические воздействия при ее  перемещении (миграции) под влиянием градиента тепла и влагосодержания (термовлагопроводности); гидростатическое давление защемленной в тупиковых порах и дефектах структуры жидкости; напряжения, возникающие от разницы температурных деформаций составляющих бетона и цементного камня; усталостные (постепенно увеличивающиеся) дефекты структуры от многократно повторяющихся знакопеременных деформаций; понижение со временем концентрации растворенных в «поровой» жидкости продуктов гидролиза цемента, как за счет образования нерастворимых в воде кристаллогидратов (отражение продолжающейся  реакции цемента с водой), так и из-за «подсоса» жидкости развивающимися дефектами структуры в период оттаивания образцов, что увеличивает содержание свободной воды в объеме бетона, и другие.
В случае использования хлористых солей-антиобледенителей (например при эксплуатации дорожных покрытий) или испытательных солевых растворов (в процессе испытаний бетона на морозостойкость в 5 %-ном растворе NaCl) действие означенных факторов на бетон дополняется: кристаллизационным давлением накопившейся соли, образовавшейся в результате перенасыщения ее раствора в малых по объемам дефектах структуры цементного камня, а также в зонах его контакта с заполнителями в бетоне и в порах (трещинах) зерен заполнителя; усилением процесса миграции жидкой фазы и ростом влагоемкости бетона; возникающим напряженным состоянием на уровне микроструктуры цементного камня из-за локально проявляющегося эффекта от перепада (градиента) температур, сопровождающего процесс «очагового» растворения – кристаллизации соли; понижением температуры замерзания  раствора соли в сравнении с водой, что способствует глубокому проникновению жидкой фазы в дефекты структуры все меньшего сечения, углубляет развитие процесса массопереноса соли и усиливает эффект деструкции бетона в целом.
В настоящее время считается, что способность бетона противостоять циклам попеременного замораживания и оттаивания определяется, в основном, структурой его порового пространства, в частности, соотношением открытых (интегральных) и условно-замкнутых пор.

## Методы определения морозостойкости

### Базовые методы
Базовый метод определения морозостойкости для обычных бетонов, эксплуатирующихся не в минерализованной воде, заключается в проведении определенного количества циклов замораживания и размораживания водонасыщенных образцов. Замораживание ведется в воздушных условиях, размораживание - в воде. Определении марки по морозостойкости производится путем сравнения прочности контрольных, промежуточных и основных образцов. Должно соблюдаться условие сохранения внешнего вида и массы образцов.
Базовый метод определения морозостойкости для бетонов, эксплуатирующихся в минерализованной воде отличается тем, что средой насыщения, а также размораживания образцов является 5% раствор хлорида натрия.

#### Недостатки базовых методов определения морозостойкости
Определение соответствия заданной марке бетона по морозостойкости производится путем испытания образцов по прочности на сжатие. Однако при испытаниях образцов из реальных конструкций, эксплуатирующихся при знакопеременных температурах, нередки случаи практически полного сохранения прочности, определяемой при сжатии при этом прочность на изгиб и растяжение резко уменьшилась. Это свидетельствует о том, что испытание на сжатие конструкций, подвергшихся морозному воздействию, принятые в практике исследований, не всегда отражают истинной несущей способности конструкций, испытывающих помимо сжимающих также изгибающие и растягивающие усилия .

### Ускоренные методы
Существенное значение для получения высокодолговечных (высокоморозостойких) бетонов имеет возможность оперативного определения их морозостойкости в сжатые сроки. Большинство существующих способов ускоренного определения и прогнозирования морозостойкости имеют существенные недостатки. В частности, они трудоёмки, требуют наличия специальной аппаратуры, отсутствующей в обычных строительных лабораториях, не отражают физической сущности происходящих процессов, а получаемые результаты имеют значительное расхождение с результатами, полученными при испытании путём непосредственного замораживания и оттаивания (по методу ГОСТ).
Для обычных бетонов, эксплуатирующихся не в минерализованной воде, для ускорения проведения испытаний воду затворения (и среду размораживания) заменяют на 5% раствор хлорида натрия (второй ускоренный метод); дополнительно может быть снижена температура замораживания с -18 °С до -50 °С (третий ускоренный метод).
Для бетонов, эксплуатирующихся в минерализованной воде, ускоренным является третий метод.

#### Недостатки ускоренных методов определения морозостойкости
Ускоренные методы испытаний на морозостойкость еще меньше, чем базовые воспроизводят реальную картину эксплуатации бетона при знакопеременных температурах. Перевод количества проведенных циклов испытаний в марку по морозостойкости может быть сделан по таблицам ГОСТ 10060, однако один нормативный документ не может учесть многообразие условий эксплуатации реальных конструкций из конкретных составов бетона.

### Методы оценки состояния образцов альтернативными методами
Морозостойкость бетона после проведения испытаний может быть оценена не только по изменению прочности при сжатии образцов. Могут быть использованы: 
- снижение скорости прохождения ультразвука;
- увеличение значения деформации образцов;
- снижение среднего значения относительного динамического модуля упругости.
Однако использование этих методов оценки требует предварительного проведения испытаний с получением коэффициента перехода от стандартного метода к альтернативному.

## Увеличение морозостойкости бетона
Морозостойкость бетона в первую очередь завит от состава бетонной смеси и качества ее компонентов: водоцементного отношения, минерального состава и тонкости помола цемента, содержания гипса в цементе, качества заполнителей, свойств используемых добавок. Большое влияние оказывают структурная плотность свежеуложенной бетонной смеси и условия твердения бетона.

### Вовлечение воздуха
Бетон представляет собой пористый материал, пористость которого обусловлена в частности введением в состав бетонной смеси количества воды избыточного для гидратации минералов цемента. Если бы все поры в бетоне были заполнены водой, то при первом же цикле замораживания он должен был разрушиться, поскольку при замерзании воды из-за меньшей плотности льда в упругом скелете бетона должны возникнуть растягивающие напряжения значительно превышающие его собственную прочность. Способность реального бетона противостоять разрушению при многократном замораживании и оттаивании в водонасыщенном состоянии объясняется присутствием в его структуре резервных пор, не заполненных водой, в которые и отжимается часть воды в процессе замораживания под действием давления растущих кристаллов льда.
Введение в состав бетона воздухововлекающих добавок способствует:
- вовлечению воздуха в виде условно-замкнутых пор, рассекающих каналы капиллярной пористости;
- снижению величины капиллярного подсоса бетона и его водопоглощения;
- проявлению эффекта гидрофобизации стенок капилляров и других дефектов структуры цементного камня и бетона в целом.
Эффективность воздухововлекающих добавок (в частности таких как Софексил 60-80; ЩСПК и СНВ) проявляется только на начальном этапе испытаний на морозостойкость и, соответственно, на начальном этапе эксплуатации изделий (конструкций).После 5–6 циклов замораживания при t ≥ (-50...-55) °С и оттаивания (что соответствует ≥ 75 циклов базовых  испытаний бетонов) в бетоне начинает «работать» весь физический объем его пористости, включая и искусственно созданную пористость за счет воздухововлечения добавок. В результате начинает возрастать водопоглощение бетона, увеличивается объем проникающей в его поры воды со всеми вытекающими деструктивными последствиями: возрастающим давлением при замерзании воды, ростом знакопеременных деформаций, накоплением усталостных явлений, нарастающим солевым воздействием. Бетон ускоренно разрушается, так как при введении указанных добавок его прочность существенно снижается (до 5% снижения прочности на каждый процент вовлеченного воздуха), а значит, снижается и способность к сопротивлению физико-механическим деструктивным явлениям.
Наиболее эффективны воздухововлекающие гидрофобизирующие добавки в тяжелых бетонах низких классов прочностью менее 40...50 МПа, т. е. со структурой с достаточно высокой открытой пористостью, характеризующейся водопоглощением бетона без добавок 4,0 % и более по массе. Воздухововлекающие добавки способны в таких бетонах обеспечить морозостойкость до F300.
Защитное действие вовлеченного воздуха возрастает при уменьшении размеров пор. Наиболее эффективны поры размером 0,3-0,5 мм и менее. Решающее значение имеет "доступность" пор: вблизи от любой точки замерзания должна находиться воздушная пора.

### Повышение плотности структуры
Горчаков Г.И. установил, что морозостойкость бетона обратно пропорциональна его капиллярной пористости, и экспериментально доказал зависимость морозостойкости от величин степени гидратации цемента и В/Ц.
Чем ниже начальное В/Ц, тем меньше начальный радиус капилляров, и тем больше возможность их разделения их в процессе гидратации цемента цементным гелем с образованием условно-замкнутых пор. При В/Ц>0,68 даже при полной гидратации цемента радиус капилляров настолько велик, что условно-замкнутая структура не формируется - капилляры сообщаются между собой и с окружающей средой. Поскольку в реальных условиях степень гидратации цемента не превышает 90%, то величина В/Ц, при которой не образуется условно-дискретная структура составляет 0,62.
Для бетонов высокой морозостойкости (F1600, F2200) величину В/Ц следует назначать не более 0,34.
При больших значениях В/Ц поры, образуемые воздухововлекающими добавками, не блокируются со всех сторон цементным гелем, увеличивая таким образом открытую пористость бетона. Это явление названо оводнением воздушных пор. Введение воздухововлекающих добавок в бетоны с высоким В/Ц не только не повышает морозостойкость бетона, но и может ее понизить.

### Модификация состава цементного камня
Использование активных минеральных добавок для связывания портландита в нерастворимые соединения с параллельным уплотнением структуры повышает морозостойкость бетона. Модификация гидратных фаз цементного камня при совместном введении микрокремнезема и поликарбоксилатного пластификатора способствует формированию гелеобразных низкоосновных гидратных фаз, более стойких к циклическим воздействиям температуры, что позволяет достигать морозостойкости бетона до F2500 без специального воздухововлечения

### Минералогический состав цемента
Влияние минералогического состава цемента на морозостойкость бетона исследовали Горчаков Г.И. и Шестоперов С.В.
Увеличение содержания трехкальциевого алюмината С3А негативно сказывается на морозостойкости бетона. Для ответственных сооружений содержание С3А в клинкере цемента нормируется (различными техническими нормами по разному): по ВСН 150-93 для бетона марок по морозостойкости F200 и F300 - не более 10%, для F400 и F500 - не более 8%.

### Гидрофобизация бетона
Введение гидрофобизирующих добавок позволяет максимально долго сохранять поровую структуру бетона незаполненной водой.